# 18-я гвардейская механизированная бригада
18-я гвардейская механизированная Днестровско-Хинганская Краснознаменная, ордена Кутузова бригада — механизированная  бригада Красной армии в годы Великой Отечественной войны.
Сокращённое наименование — 18 гв.  мбр.

## Формирование и организация
18-я гвардейская механизированная бригада преобразована из 45-й механизированной бригады на основании Приказа НКО № 0306 от 12.09.1944 г. и Директивы ГШ КА № Орг/3/313678 от 10.10.1944 г.

## Боевой и численный состав
Бригада преобразована в гвардейскую (штаты №№ 010/420 - 010/431, 010/451, 010/465):
- Управление бригады (штат № 010/420)
- 1-й мотострелковый батальон (штат № 010/421)
- 2-й мотострелковый батальон (штат № 010/421)
- 3-й мотострелковый батальон (штат № 010/421)
- Минометный батальон (штат № 010/422)
- Артиллерийский дивизион (штат № 010/423)
- Рота ПТР (штат № 010/424)
- Рота автоматчиков (штат № 010/425)
- Разведывательная рота (штат № 010/426)
- Рота управления (штат № 010/427)
- Рота техобеспечения (штат № 010/428)
- Инженерно-минная рота (штат № 010/429)
- Автомобильная рота (штат № 010/430)
- Медико-санитарный взвод (штат № 010/431)
- Зенитно-пулеметная рота (штат № 010/451)
- 83-й гвардейский танковый полк (штат № 010/465) - бывший 156-й тп

## Подчинение
Периоды вхождения в состав Действующей армии:
- с 10.10.1944 по 11.05.1945 года.
- с 09.08.1945 по 03.09.1945 года.

| Дата            | Фронт (округ)        | Армия                          | Корпус                                  | Дивизия | Бригада | Примечания |
| --------------- | -------------------- | ------------------------------ | --------------------------------------- | ------- | ------- | ---------- |
| 01.11.1944 года | 2-й Украинский фронт | 6-я гвардейская танковая армия | 9-й гвардейский механизированный корпус |         |         |            |
| 01.12.1944 года | 2-й Украинский фронт | 6-я гвардейская танковая армия | 9-й гвардейский механизированный корпус |         |         |            |
| 01.01.1945 года | 2-й Украинский фронт | 6-я гвардейская танковая армия | 9-й гвардейский механизированный корпус |         |         |            |
| 01.02.1945 года | 2-й Украинский фронт | 6-я гвардейская танковая армия | 9-й гвардейский механизированный корпус |         |         |            |
| 01.03.1945 года | 2-й Украинский фронт | 6-я гвардейская танковая армия | 9-й гвардейский механизированный корпус |         |         |            |
| 01.04.1945 года | 2-й Украинский фронт | 6-я гвардейская танковая армия | 9-й гвардейский механизированный корпус |         |         |            |
| 01.05.1945 года | 2-й Украинский фронт | 6-я гвардейская танковая армия | 9-й гвардейский механизированный корпус |         |         |            |
| 01.08.1945 года | Забайкальский фронт  | 6-я гвардейская танковая армия | 9-й гвардейский механизированный корпус |         |         |            |
| 01.09.1945 года | Забайкальский фронт  | 6-я гвардейская танковая армия | 9-й гвардейский механизированный корпус |         |         |            |

## Командиры

### Командиры бригады
- Овчаров Александр Михайлович, подполковник, 10.10.1944 - 08.10.1945 года. [1]

### Начальники штаба бригады
- Абрамук Николай Львович, подполковник, с 20.11.1944 полковник (29.12.1944 умер от ран - ОБД)18.09.1944 - 25.12.1944 года.[2]
- Бляхер Ошер Шмылович, майор, 25.12.1944 - 00.03.1945 года.[3]
- Волков Антон Мефодьевич, полковник, 00.03.1945 - 08.10.1945 года.[4]

## Боевой путь

### 1944
С 12.9 по 20.9.1944 года 18-я гвардейская мехбригада в составе 9-го гвардейского мехкорпуса вела наступательные бои в направлении ст. Красна Шертоништи, Нынешти, Фокшаны, Бухарест, Карокал, Дрегушени, Сибну, Себеш, Альба- Ивлия, Аиуд, Виниудесу, Турда Делень Турень.
С 27.9 по 29.9.1944 года бригада в составе мехкорпуса 250 км маршем передислоцировалась в район: Салонта, Орада Маре /110 км южнее Дебрецен/.
С 30.9 по 19.10.1944 года 18-я гвардейская мехбригада в составе 9-го гвардейского мехкорпуса  6-й гвардейской танковой армии наступала в направлении: Мезедьян, Комади, Дебрецен, Орадамарше.
С 20.10 по 26.10.1944 года бригада в составе мехкорпуса вела наступательные бои по ликвидации противника в районе Кишуй- Салаш, Перексент- Миклош, Балла, Сельнок.
С 27.10 по 16.11.1944 года бригада в составе мехкорпуса была выведена из боя дислоцировалась в районе: Каба, Кишуй- Салаш, где приводила себя в порядок.
С 16.11 по 17.11.1944 года бригада в составе мехкорпуса передислоцировалась в район: Надьката, Сентмартонката, Формош, где до 30.11.1944 года доукомплектовывалась.
С 1.12 по 4.12.1944 года перегруппировалась в район: Хатван, Карчаи. С 5.12 по 20.12.1944 года бригада в составе мехкорпуса- 6-й гвардейской танковой армии наступала в направлении: Харед, Наград, Диошиене, Дрегель, Паланк, город Шахы, Дол. Жемберовцы, Гурша, Бароти, Кеменце.
С 21.12 по 25.12.1944 года бригада в составе мехкорпуса оборонялась в районе: Томпа, Сакалош, Лонтов. С 26.12 по 28.12.1944 года бригада в составе мехкорпуса наступала в направлении: Саколош, Поставце, Гарамкевешд, Нана, где соединилась с частями 3-го Украинского фронта. С 29.12.1944 года по 5.1.1945 года бригада в составе мехкорпуса была выведена из боя дислоцировалась в районе: Мадаровце, Домадице, гор. Семеровце, Харватице, где приводила себя в порядок.

### 1945
С 26.1 по 20.2.1945 года бригада в составе мехкорпуса   6-й гвардейской ТА выведена в резерв 2-го Украинского фронта дислоцировалась в районе: Дьомро, Илле, Моглод, Ечер, где доукомплектовывалась.
С 21.2 по 3.3.1945 года бригада в составе мехкорпуса дислоцировалась в районе: Демандице, Саздице, Боковце, Семеровце.
С 4.3 по 9.3.1945 года бригада оперативно подчиненная 49-му стрелковому корпусу из района Жемберовце наступала в направлении города Бан- Шлявница.
10.3.1945 года бригада была выведена из боя в составе мехкорпуса  6-й гвардейской ТА, 13.3.1945 года была оперативно подчинена 3-му Украинскому фронту.
С 18.3 по 13.4.1945 года бригада в составе мехкорпуса  6-й гвардейской ТА наступала в направлении: Хаймашкер, Марко, Зирез, Всепрем, Папа, Целлдемлек, Кесег, Винер- Нойштадт, Тройскирхен, Баден, Зульц, Вольфсграбен, Пуркередорф, город Вена.
С 14.4 по 16.4.1945 года бригада в составе мехкорпуса была выведена в резерв 3-го Украинского фронта.
17.4.1945 года бригада в составе мехкорпуса была оперативно подчинена 2-му Украинскому фронту до 19.4.1945 года дислоцировалась в районе: Мистельбах, с 19.4 по 21.4.1945 года наступала в направлении: Дригомц.
С 23.4 по 4.5.1945 года бригада в составе мехкорпуса  6-й гвардейской ТА наступала в направлении: Шицборице, город Брно, Вышков, Простеев, Оломоутц.
С 5.5. по 10.6.1945 года бригада была выведена в резерв 9-го гвардейского мехкорпуса дислоцировалась в районах: Шаквице, Старовички, Зосни, Властице, Режпитал, Грестоял, где доукомплектовывалась.
С 11.6 по 7.7.1945 года бригада в составе мехкорпуса  6-й гвардейской ТА по ж.д. переброшена до станции Бойн- Тумен после разгрузки и совершения 300 км марша сосредоточилась в районе: Тамщак- Булак, где вошла в оперативное подчинение Забайкальского фронта.
До 7.8.1945 года доукомплектовывалась и занималась подготовкой к предстоящим действиям.
С 9.8 по 30.8.1945 года бригада в составе мехкорпуса- 6-й гвардейской ТА участвовала в наступательной операции войск Забайкальского фронта в направлении: Байн- Хошун- Сумэ, Перевал Корохон /хр. Большой Хинган/, Комдолмо, став. КП, Барун- Чжарод, Лубей, Туклио, Мукден, Чажчун, Дайрен, Порт- Артур.

После 31.8.1945 года 18-я гвардейская мехбригада боевых действий не вела.

## Отличившиеся воины
| Награда | Ф. И.О                        | Должность                                                                                | Звание                  | Дата награждения | Примечания |
| ------- | ----------------------------- | ---------------------------------------------------------------------------------------- | ----------------------- | ---------------- | ---------- |
|         | Журавлёв, Александр Семёнович | командир отделения разведки 83 гвардейского танкового полка                              | гвардии старший сержант |                  |            |
|         | Лавров, Николай Сергеевич     | наводчик артиллерийского орудия 18 гвардейской механизированной бригады                  | гвардии младший сержант |                  |            |
|         | Минкин, Ефим Львович          | командир бронетранспортёра разведывательной роты 18 гвардейской механизированной бригады | гвардии ефрейтор        |                  |            |
|         | Чернеев, Дмитрий Тимофеевич   | командир бронемашины разведывательной роты 18 гвардейской механизированной бригады       | гвардии старший сержант |                  |            |

## Награды и наименования
| Награда, наименование                | Документ о награждении                                                           | За что получена |
| ------------------------------------ | -------------------------------------------------------------------------------- | --- |
| Почётное звание «Гвардейская»        | присвоено приказом НКО СССР                                                      | |
| Почётное наименование «Днестровская» | присвоено приказом Верховного главнокомандующего № 081 от 8 апреля 1944 года     | За успешные боевые действия на р. Днестр и выход на государственную границу |
| Почётное наименование «Хинганская»   | присвоено приказом Верховного главнокомандующего № 0162 от 20 сентября 1945 года | за отличие в боях против японских войск на Дальнем Востоке при прорыве Джалайнурского и Халун-Аршанского укрепленных районов, форсировании горного хребта Большой Хинган и овладении городами Мукден, Цицикар. |
| Орден Красного Знамени               | награждена указом Президиума Верховного Совета СССР от 05 апреля 1945 года       | За образцовое выполнение заданий командования в боях с немецкими захватчиками при овладении городом Банска Штявница и проявленные при этом доблесть и мужество.                                                |
| Орден Кутузова II степени            | награждена указом Президиума Верховного Совета СССР от 26 апреля 1945 года       | За образцовое выполнение заданий командования в боях с немецкими захватчиками при овладении городами Секешфехервар, Мор, Зирез, Веспрем, Эньинг и проявленные при этом доблесть и мужество.                    |